# Abū Tāhir al-Dschannābī
Abū Tāhir Sulaimān ibn al-Hasan al-Dschannābī (arabisch أبو طاهر سليمان بن الحسن الجنابي, DMG Abū Ṭāhir Sulaimān ibn al-Ḥasan al-Ǧannābī; * 906; † 944) war der zweite Führer der Qarmaten in al-Ahsā' und Bahrain (923–944) nach seinem Vater Abū Saʿīd al-Dschannābī.

## Überfälle auf die Pilgerkarawanen (923–926)
Abū Tāhir trat zum ersten Mal im Rabiʿ ath-thani des Jahres 311 d.H. (= August 923 n. Chr.) hervor, als er mit einer qarmatischen Einheit von 900 Mann Stärke von al-Ahsā' aus in den Irak zog und in der Nacht die Stadt Basra überfiel. Seine Truppen blieben 17 Tage in der Stadt und zogen sich danach mit reicher Beute in ihr Gebiet zurück. Die nächste größere Aktion erfolgte am 19. Muharram 312 (= 27. April 924), als er mit 1.100 Kämpfern bei ath-Thaʿlabīya die aus Mekka zurückkehrende Pilgerkarawane angriff, mehrere hochstehende Persönlichkeiten tötete, den Oberbefehlshaber der Karawane, Abū l-Haidschā' ʿAbdallāh ibn Hamdān gefangensetzte und mit seinen Leuten den Sonnenschirm des Kalifen entwendete.
Im Jahr 313 (= 926 n. Chr.) versperrte er mit der gleichen Anzahl von Kämpfern der aus dem Irak heranziehenden Pilgerkarawane den Weg, nahm mehrere Pilger gefangen und zwang die anderen zur Rückkehr nach Kufa und Bagdad. Abū Tāhir folgte den Rückkehrern nach Kufa, überfiel am 18. Dhu l-qaʿda (= 4. Februar 926) die Stadt und fügte den Offizieren, die dort vom Kalifen zum Kampf gegen ihn abgestellt waren, eine schwere Niederlage bei. Er tötete mehrere von ihnen und nahm andere gefangen.

## Angriffe auf die irakischen Städte (927–928)
Seinen größten militärischen Sieg erlangte Abū Tāhir am 9. Schawwal 315 (= 7. Dezember 927), als er mit 2.000 Mann, die meisten davon Fußsoldaten, in der Nähe von Kufa eine kalifale Armee von 30.000 Mann Stärke besiegte und ihren Befehlshaber Ibn Abī Sādsch gefangen nahm. Anschließend zog er mit seinen Kämpfern den Euphrat hoch mit dem Ziel, die Stadt al-Anbār einzunehmen. Einigen seiner Kämpfern gelang es, den Euphrat zu überqueren und in die Stadt einzudringen, wo sie am 3. Dhū l-Qaʿda (= 30. Dezember 927) mehrere Offiziere töteten. Abū Tāhir selbst spannte anschließend eine Brücke über den Euphrat, überquerte den Fluss und nahm Kurs auf Bagdad. Er konnte allerdings die Hauptstadt nicht einnehmen, weil Offiziere der Abbasiden die Brücke über einen kleinen Kanal, der den Weg nach Bagdad versperrte, abgebrochen hatten. Als am 12./13. Dhū l-Qaʿda (= 8./9. Januar 928) einige seiner Fußsoldaten versuchten, den Kanal schwimmend zu überqueren, wurden sie durch Pfeilbeschuss von gegnerischer Seite davon abgehalten. Abū Tāhir musste sich nach al-Anbār zurückziehen, konnte jedoch den Angriff einer ihm nachsetzenden abbasidischen Militäreinheit, die unter dem Kommando von Yalbaq stand, am 19. Dhū l-Qaʿda (= 15. Januar 928) erfolgreich abwehren.
Am 8. Dhū l-Hiddscha (= 3. Februar 928) griff er die Stadt Hīt an, gab jedoch die Belagerung der Stadt wegen starker Gegenwehr schon einen Tag später auf. Anschließend eroberte er die Stadt ar-Rahba und ließ sich dort nieder. Am 22. Dschumada l-ula 316 (= 13. Juli 928) erschien eine Truppe Abū Tāhirs vor der Stadt Raqqa, musste jedoch wenige Tage später nach verlustreichem Kampf mit der abbasidischen Garnison der Stadt wieder abziehen. Seine ursprünglichen Pläne, die syrischen Städte Damaskus und Ramla zu überfallen, gab Abū Tāhir auf. Am 1. Schaʿbān 316 (= 19. September 928) zog er aus ar-Rahba ab. Zu Land und zu Wasser zog er den Euphrat hinab, überfiel zum zweiten Mal die Stadt Hīt und begab sich über Kufa, al-Qādisīya und Basra nach Bahrain, wo er zu Beginn des Jahres 317 (= Februar 929) eintraf.

## Der Überfall auf Mekka (930)
Die spektakulärste Aktion Abū Tāhirs war sein Überfall auf Mekka mit 1.500 Kämpfern während der Pilgersaison im Januar 930. Hierbei richteten seine Kämpfer ein Massaker unter den Pilgern an, bei dem etwa 30.000 Menschen starben. Sie hielten sich acht Tage lang in der Heiligen Stadt auf, plünderten und mordeten und schändeten die Kaaba, das zentrale Heiligtum des Islams. So rissen sie die vergoldete Tür aus der Kaaba, schafften alle Wertgegenstände aus dem Inneren des Gebäudes fort, brachen den Schwarzen Stein aus der Ecke der Kaaba und nahmen die Kiswa, die das Äußere des Gebäudes umhüllte, ab. Am 13. Dhū l-Hiddscha (= 17. Januar 930) zogen sie aus der Heiligen Stadt ab. Allein die Beute der Kaaba machte fünfzig Kamelladungen aus.

## Annäherung an die Abbasiden
In der Folgezeit konnte Abū Tāhir auch Oman erobern. Nachdem der Iraner Abu l-Fadl 931 als der erwartete Mahdi bei den Qarmaten aufgetreten aber bald ermordet worden war, kam es nach einem gescheiterten Überfall auf die persische Golfküste zu einer Annäherung an die Abbasiden. Dies führte dazu, dass die Qarmaten seit 937 die Überfälle auf die Pilgerkarawanen einstellten und gegen Schutzgelder für die Sicherheit der Pilger sorgten.

## Nach seinem Tod
Nach dem Tod von Abu Tahir (944) übernahmen dessen drei Brüder Abu l-Qasim Said, Abu l-Abbas al-Fadl und Abu Yaqub Yusuf die Regierung in al-Hasa und Bahrain. Allerdings wurde die Dschannabi-Sippe in der Folgezeit durch interne Streitigkeiten weitgehend geschwächt, so dass um 950 der Missionar (dai) Sanbar ibn al-Hasan der mächtigste Mann im Qarmatenstaat war. Unter diesem wurde 951 auch der Schwarze Stein der Kaaba nach Mekka zurückgebracht.
Abu Tahir wird die religionskritische Äußerung In dieser Welt haben drei Individuen die Menschen betrogen, ein Hirte, ein Arzt und ein Kameltreiber. Und dieser Kameltreiber ist wohl der schlimmste jener Drei gewesen zugeschrieben. Manche verdächtigen ihn deshalb, der ursprüngliche Autor des Traktats De tribus impostoribus (Die drei Betrüger) zu sein. 

## Belege
1. ↑  Vgl. Al-Masʿūdī: Kitāb at-Tanbīh, S. 484f.
2. ↑  Vgl. Al-Masʿūdī: Kitāb at-Tanbīh, S. 486.
3. ↑  Vgl. Al-Masʿūdī: Kitāb at-Tanbīh, S. 486f.
4. ↑  Vgl. Al-Masʿūdī: Kitāb at-Tanbīh, S. 488.
5. ↑  Vgl. Al-Masʿūdī: Kitāb at-Tanbīh, S. 488f.
6. ↑  Vgl. Al-Masʿūdī: Kitāb at-Tanbīh, S. 490.
7. ↑  Vgl. Al-Masʿūdī: Kitāb at-Tanbīh, S. 491.

| Personendaten    | Personendaten                                              |
| ---------------- | ---------------------------------------------------------- |
| NAME             | Tāhir al-Dschannābī, Abū                                   |
| ALTERNATIVNAMEN  | Tahir, Abu; Tāhir Sulaimān ibn al-Hasan al-Dschannābī, Abū |
| KURZBESCHREIBUNG | zweiter Führer der Qarmaten                                |
| GEBURTSDATUM     | 906                                                        |
| STERBEDATUM      | 944                                                        |